# ORP S-1
ORP S-1 (oznaczenia brytyjskie MA/SB 48, MGB 48) − polski ścigacz artyleryjski z okresu II wojny światowej, jeden z dwu zamówionych przed wybuchem wojny dla Marynarki Wojennej w stoczni J. Samuel White w Cowes. Przejęty w 1940 roku, działał pod polską banderą do 1944 roku, kiedy został wycofany z powodu zużycia. W starszej literaturze znany też pod nazwą Chart.

## Ścigacze dla PMW
24 stycznia 1939 roku Kierownictwo Marynarki Wojennej złożyło w brytyjskiej stoczni J. Samuel White w Cowes zamówienie na dwa ścigacze torpedowo-artyleryjskie. Ich budowę we wstępnym stadium wstrzymał wybuch wojny i wznowiono ją dopiero w grudniu 1939 roku, po ustaleniu kwestii finansowych i nadzoru właścicielskiego. Obydwa okręty weszły do wojennego programu rozbudowy Royal Navy jako ścigacze okrętów podwodnych pod oznaczeniami MA/SB (skrót od Motor Anti/Submarine Boat) z kolejnymi numerami 47 i 48. W ich uzbrojeniu zaszły przy tym znaczące zmiany: zrezygnowano z wyrzutni torpedowych i działka kal. 40 mm na dziobie.
Ostatecznie zapadła decyzja o przekazaniu Polskiej Marynarce Wojennej jednego ze ścigaczy ze stoczni White'a oraz dwóch mniejszych, typu British Power Boat 63′ (późniejszych S-2 i S-3). Otrzymał on polskie oznaczenie ORP S-1, noszone równolegle z brytyjskim MA/SB 48, zmienionym w styczniu 1941 roku na MGB 48 (skrót od Motor Gun Boat oznaczającego w Royal Navy ścigacz artyleryjski). Część autorów podaje również nazwę „Chart”, ale nie była ona oficjalna, a brak jest jednoznacznego potwierdzenia, że była używana nieoficjalnie. Drugi z przedwojennych ścigaczy został przejęty przez marynarkę brytyjską i był wykorzystywany jako okręt szkolny w bazie sił przybrzeżnych HMS „Christopher” w Fort William.
Zakończenie budowy, przewidziane początkowo na połowę lipca 1940 roku, przesunęło się o trzy miesiące w związku z kłopotami stoczni i wykrytymi podczas prób usterkami. Polska załoga, dowodzona przez porucznika Janusza Justyna Sokołowskiego, obsadziła S-1 15 października 1940 roku.

## Opis konstrukcji
S-1 był ścigaczem artyleryjskim o kadłubie długości całkowitej 22,86 m (22,19 m na konstrukcyjnej linii wodnej) i szerokości maksymalnej 5,08 m. Wyporność standardowa wynosiła 35 tony angielskiej (ts), pełna 38,5 ts. Napęd stanowiły początkowo trzy silniki benzynowe Isotta-Fraschini ASM138D, produkcji włoskiej, o mocy 1150 KM każdy. Zużyte podczas wojennej eksploatacji były w połowie 1941 roku zastąpione amerykańskimi silnikami Packarda. Szybkość maksymalna na próbach wynosiła 42 węzły, zasięg 450 mil morskich przy prędkości 20 węzłów.
Projektowane uzbrojenie miało składać się z działka Bofors kal. 40 mm na pokładzie dziobowym, jednego lub dwóch ciężkich karabinów maszynowych kal. 7,92 mm i dwóch wyrzutni torped kal. 533 mm. W 1940 roku S-1 był uzbrojony w pojedyncze działko Oerlikon kal. 20 mm na rufie, dwa wielkokalibrowe karabiny maszynowe Vickers kal. 12,7 mm na śródokręciu i dwóch zdwojonych karabinów maszynowych Lewis kal. 7,7 mm na kolumnowych podstawach na pokładzie za nadbudówką.

## Przebieg służby
Następnego dnia po przejęciu S-1, podczas prób morskich, w przedziale silnikowym okrętu wybuchł pożar. Podczas prób jego ugaszenia zginął na skutek zaczadzenia dowódca ścigacza, porucznik Sokołowski. Pozostali członkowie załogi zostali uratowani przez towarzyszące jednostki, zaś wypalony kadłub odholowany z powrotem do stoczni. Po odbudowie S-1 wszedł do służby w składzie 3 Flotylli MGB (3rd MGB Flotilla), stacjonującej w Fowey, 31 stycznia 1941 roku. Nowym dowódcą został porucznik Tadeusz Dąbrowski.
Wraz z pozostałymi ścigaczami flotylli S-1 pełnił służbę patrolową na kanale La Manche, osłaniając własne konwoje przybrzeżne przez atakami niemieckich Schnellbootów i poszukując analogicznych konwojów przeciwnika. Służba większości małych jednostek w wojnie przybrzeżnej jest słabo udokumentowana, wiadomo, że do akcji bojowych załogi S-1 doszło w lipcu 1943 roku, zaś w grudniu tegoż roku razem z S-2 przewoził dywersantów do okupowanej Francji. Mocno zużytą jednostkę wycofano z czynnej służby 21 lutego 1944 roku i odstawiono w Plymouth. 15 kwietnia tegoż roku został formalnie przeniesiony do drugiej rezerwy. Po zakończeniu wojny, w związku ze złym stanem technicznym okrętu, misja Marynarki Wojennej zrzekła się prawa własności ścigacza, który najprawdopodobniej został rozebrany na miejscu.